# Гелгук (Південна Голландія)
Гелгук (нід. Helhoek) — селище в нідерландській провінції Південна Голландія. Входить до муніципалітету Ворне-ан-Зе. Його населення станом на 2007 рік складало 170 осіб.